# Heinz Hermann (piłkarz)
Heinz Hermann (ur. 28 marca 1958 w Zurychu) – szwajcarski piłkarz występujący na pozycji pomocnika. Trener piłkarski.

## Kariera klubowa
Hermann karierę rozpoczynał w 1976 roku w klubie FC Seefeld Zurych. W 1977 roku przeszedł do pierwszoligowego Grasshopper Club. Spędził tam 8 lat. W tym czasie zdobył z zespołem 4 mistrzostwa Szwajcarii (1978, 1982, 1983, 1985) oraz Puchar Szwajcarii (1983).
W 1985 roku Hermann odszedł do innego pierwszoligowego zespołu, Neuchâtel Xamax. Zdobył z nim 2 mistrzostwa Szwajcarii (1987, 1988) oraz 2 Puchary Szwajcarii (1985, 1990). W latach 1984–1988 pięć razy z rzędu został także wybrany Szwajcarskim Piłkarzem Roku.
Na początku 1990 roku przeszedł do Servette FC, także grającego w ekstraklasie. W 1992 roku wrócił do Grasshoppers Zurych, a w 1993 roku przeszedł do FC Aarau, gdzie w 1994 roku zakończył karierę.

## Kariera reprezentacyjna
W reprezentacji Szwajcarii Hermann zadebiutował 6 sierpnia 1978 roku w wygranym 2:0 towarzyskim meczu ze Stanami Zjednoczonymi. 9 czerwca 1979 roku w wygranym 2:1 spotkaniu eliminacji Mistrzostw Europy 1980 z Islandią strzelił pierwszego gola w kadrze. W latach 1978–1991 w drużynie narodowej rozegrał 118 spotkań i zdobył 15 bramek, co jest rekordem występów w reprezentacji Szwajcarii.